# Білас Іван Григорович
Іва́н Григо́рович Бі́лас (9 травня 1953, Шоломиничі) — український політик. Доктор юридичних наук, доктор історичних наук, народний депутат.

## Життєпис

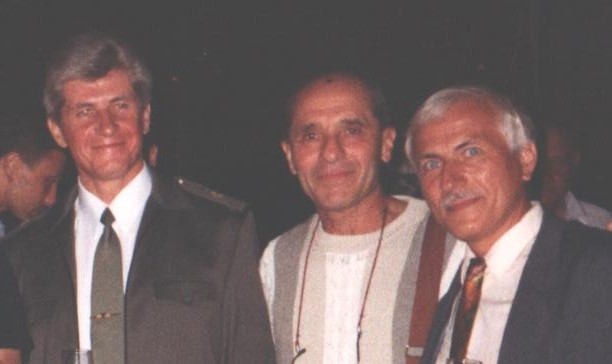
Члени Великої Ради Народного Руху України: Іван Білас, Олександр Бураковський, Володимир Білецький.

Народився 9 травня 1953 р. у с. Шоломиничі Городоцького району Львівської області. 

### Освіта
Випускник Національної Академії Збройних Сил України за спеціальністю: управління з'єднаннями та об'єднаннями Збройних сил, магістр військового управління.

### Кар'єра
У 1973—1975 рр. — курсант, Львівська школа міліції (Львівський державний університет внутрішніх справ МВС України).
У 1975—1977 рр. — інспектор кримінального розшуку МВС Львівської області.
У 1977—1986 рр. — старший дільничний, керівник відділу Трускавецького міськвідділу внутрішніх справ Львівської області.
У 1986—1991 рр. — старший викладач теорії та історії держави і права Львівської школи міліції і старший викладач кафедри кримінального права і кримінального процесу юридичного факультету Львівського державного університету імені Франка.
У 1991—1994 рр. — докторант Української академії внутрішніх справ.
У 1992—1993 рр. — докторант Українського вільного університету (Мюнхен).
З 2004 року досі — професор Київського національного університету імені Тараса Шевченка.

## Політична діяльність
З 1994 по 1998 — Народний депутат України 2-го скликання, обраний по виборчому округу № 278.
З 1998 по 2002 — Народний депутат України 3-го скликання, обраний по виборчому округу № 120.
Брав участь в комітеті з питань законодавчого забезпечення правоохоронної діяльності на посаді Голови Комітету.
Від фракції Українського Народного Руху.
Перший Віце-президент Федерації авіаційних видів спорту України.
Завідувач кафедри порівняльного і європейського права Навчально-наукового інституту міжнародних відносин Київського національного університету імені Тараса Шевченка.
Працював у підрозділах карного розшуку органів МВС. 1998 року обраний на Великій Раді Гетьманом військ Українського козацтва. Керував десантуванням української експедиції на Північний полюс. Очолює Координаційну раду з питань відродження Українського козацтва при Президенті України.

## Праці
Автор понад 250 наукових праць, 2х томів монографії «Репресивно-каральна система Української Держави: 1917—1953 роки (суспільно-політичний та історико-правовий аналіз)».
Член Спілки журналістів України.

## Нагороди та звання
- Нагороджений Почесною грамотою «За особливі заслуги перед українським народом»;
- орденом «За мужність» І ступеня, Заслужений юрист України[3].

## Інше
Майстер спорту з багатоборства, інструктор з альпінізму, майстер спорту з рукопашного бою, майстер спорту з парашутного спорту, майстер спорту з стрільби, майстер спорту з вищого пілотажу, льотчик-спортсмен 1 класу.